# 류샤오장
류샤오장(중국어 간체자: 刘晓江, 1949 - )은 중화인민공화국 인민해방군 정치위원이다.

## 생애
류샤오장은 장시성 지안에서 태어났다. 1955년 중국 인민해방군에서 처음 계급 제도를 도입하면서, 중장에 임명되었던 류시위안(刘西元)의 아들이다. 그는 또한 중국공산당 중앙위원회 총서기를 지낸 후야오방의 사위이다.
그는 2002년 해군 중장이 되었으며, 제 17기 중앙위원에 임명되었다. 41명의 인민해방군 출신의 중앙위원 중에서 38명은 각 군구사령관 또는 해군 및 공군사령관이었지만, 류샤오장을 포함한 단지 3명만이 부사령관이었다. 나머지 두명은 신장 군구의 톈쉬시와 티베트 군구의 둥귀샨이었다.